# Sopeira
Sopeira – gmina w Hiszpanii, w prowincji Huesca, w Aragonii, o powierzchni 44,09 km². W 2011 roku gmina liczyła 114 mieszkańców.